# A sárkány kilenc fia
A sárkány kilenc fia a kínai sárkányhoz kapcsolódó elképzelés a kései kínai mitológiában és népi folklórban. A „sárkány nemzette kilenc fiúval” kapcsolatos leírások a Ming-korban jelentek meg, és ez az elképzelés gyorsan igen népszerűvé és elterjedtté vált. Több korabeli írástudó is említi, illetve felsorolja őket. Ezek a „sárkányivadékok” általában valamilyen, már korábban is létezett sárkány vagy sárkányszerű díszítőelemek, dekorációk eredetére adtak magyarázatot.

## Összefoglalás
| Név                  | Kínaiul            | Szeret                 | Megjelenési formája   | Megjelenési helye                         | Kép |
| -------------------- | ------------------ | ---------------------- | --------------------- | ----------------------------------------- | --- |
| csiu-niu (qiuniu)    | 囚牛               | zene                   | sárga, kis sárkány    | húros hangszerek nyakán                   |     |
| ja-ce (yazi)         | 睚眦 / 睚眥        | öldöklés, vérontás     | sárkányfej, sakáltest | kardok keresztvasán, fegyverek markolatán |     |
| csao-feng (chaofeng) | 嘲風               | meredélyek, szakadékok | főnix                 | tetősarkokon                              |     |
| pu-lao (pulao)       | 蒲牢               | bömbölni               | kis sárkány           | harangok akasztóján                       |     |
| szuan-ni (suanni)    | 狻猊               | üldögélni              | oroszlán              | füstölők és Buddhaszobrok talpazatán      |     |
| pi-hszi (bixi)       | 贔屭               | cipekedni              | teknős                | sírkövek, emlékfeliratok talpazata        |     |
| pi-an (bi'an)        | 狴犴               | pereskedés             | tigris                | börtönök, bírósági épületek kapuin        |     |
| pa-hszia (baxia)     | 𧈢𧏡 / 霸下        | vizeken átkelni        | sárkány               | hidak korlátján                           |     |
| cse-ven (chiwen)     | 螭吻 / 鴟吻 / 蚩吻 | elnyelni               | sárkányfej, haltest   | tetőgerinc két végén                      |     |
| tao-tie (taotie)     | 饕餮               | enni, lakmározni       | szörnyeteg, fenevad   | szertartási bronzedényeken                |     |
| csiao-tu (jiaotu)    | 椒圖               | nyugalmat              | osztirga              | kapuk kopogtatóján                        |     |